# Сербино
Се́рбино — деревня в Плюсском районе Псковской области в более 50 км северо-западней Плюссы. Входит в состав муниципального образования сельское поселение Лядская волость.

## География
В 2 км юго-западней деревни протекает река Плюсса. Через Сербино проходит автодорога Р61.

## Население
Численность населения деревни по оценке на 2000 год составляла 26 человек
| 2001 | 2002 | 2010 |
| ---- | ---- | ---- |
| 26   | ↘24  | ↘9   |

## История
В начале XX века в Сербино образован приемный покой Гдовской уездной больницы.
До 1 января 2006 года деревня входила в состав ныне упразднённой Заянской волости с центром в д.Заянье.

## Экология
В окрестностях деревни местность труднопроходимая и по словам местных жителей неподалёку существуют пещеры.
Также у деревни живут лоси, которые периодически заходят в саму деревню. В 6 км к западу от Сербино по левому берегу р. Плюссы происходит обнажение песчаников высотой до 20 м.